# Necrologi
Un necrologi és un llibre o registre al qual s'inscriuen els noms dels morts en un monestir o comunitat. El document serveix per a la commemoració dels difunts, segons la tradició catòlica de celebrar el dia de mort com dies natalis, o dia de naixement a la vida eterna. Poden prestar molts serveis als investigadors de la història de les esglésies catalanes.. Inicialment els noms s'inscrivien al marge del martirologi i solien llegir-se durant l'ofici matinal de la prima. A més de la data de la defunció, sovint s'hi troba també l'elogi i les últimes voluntats com les fundacions per a misses per als difunts i altres donacions. Des de la primera meitat del segle xiii esdevenen llibres independents.
La paraula prové del llatí eclesiàstic necrologium, fet del prèfix grec νεκρός, (nekros), mort i el sufix -logium, per analogia amb martirologi.